# Stoczki (Sieradz)
Pour les articles homonymes, voir Stoczki.
Stoczki est une localité polonaise de la gmina et du powiat de Sieradz en voïvodie de Łódź.